# Gustavo Tempone
Gustavo Ernesto Tempone (Mar del Plata, 14 de abril de 1971) é um ex-futebolista profissional argentino naturalizado peruano que atuava como meia.

## Carreira
Gustavo Tempone fez parte do elenco da Seleção Peruana de Futebol da Copa América de 2001.[carece de fontes?]